# Định Thân vương

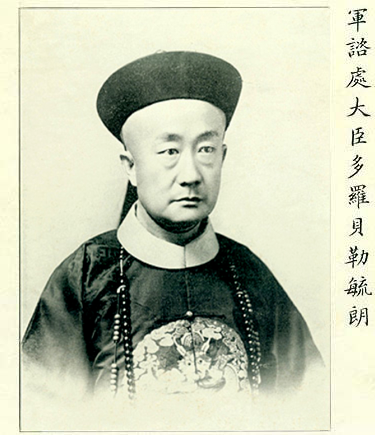
Dục Lãng - đại tông Định vương phủ đời thứ 7

Hòa Thạc Định Thân vương (chữ Hán: 和碩定親王, tiếng Mãn: ᡥᠣᡧᠣᡳ 
ᡨᠣᡴᡨᠣᠨ 
ᠴᡳᠨ ᠸᠠᠩ, Möllendorff: Hošoi tokton cin wang) là tước vị Thân vương truyền đời của nhà Thanh trong lịch sử Trung Quốc.

## Khái quát
Thủy tổ của Định vương phủ là Vĩnh Hoàng (永璜) - Hoàng trưởng tử của Thanh Cao Tông Càn Long Hoàng đế. Vĩnh Hoàng lúc sinh thời bị quở trách trong đại tang của Hiếu Hiền Thuần Hoàng hậu nên bị Càn Long Đế tước đi quyền thừa kế ngai vàng. Sau đó ông do lo sợ quá độ, dần sinh ra bệnh tật mà qua đời khi chỉ mới 23 tuổi vào năm Càn Long thứ 15 (1750). Khi nghe tin Hoàng trưởng tử bị bệnh nặng rồi qua đời, Càn Long Đế thập phần hối tiếc thì đã quá muộn. Do vậy, Càn Long Đế truy phong ông làm Định Thân vương (定親王), ban thụy hiệu "An" (安), cho phép con cháu được quyền tập tước.
Định vương phủ sau khi thành lập đến khi lụi tàn, truyền được tổng cộng 8 đời, trong đó có 4 vị Thân vương, 1 vị Quận vương, trở thành Vương phủ không phải Thiết mạo tử vương có nhiều đời được phong Vương nhất lịch sử nhà Thanh. Điều này một phần do Càn Long Đế cảm thấy vô cùng tiếc nuối và áy náy khi Vĩnh Hoàng qua đời, cũng bởi vì Vĩnh Hoàng là Hoàng trưởng tử, thân phận đặc biệt, và Vĩnh Hoàng là Hoàng tử thành niên qua đời sớm nhất của Càn Long Đế. Do đó, Càn Long Đế cũng như nhiều đời Hoàng đế về sau, đều rất ưu ái và trọng dụng người của Định vương phủ.

### Ý nghĩa phong hiệu
Phong hiệu ["Định"] của Vĩnh Hoàng, Mãn văn là 「tokton」, ý là "An định", "Kiên định". Thụy hiệu ["An"] của Vĩnh Hoàng, Mãn văn là 「elhe」, ý là "Bình an", "Bình hòa". Đáng lưu ý là phong hiệu của Vĩnh Hoàng là truy phong sau khi mất, lại có ý nghĩa gần với thụy hiệu. Ở đây có thể hiểu theo ý rộng, một là Cao Tông hy vọng Vĩnh Hoàng có thể bình an, an định, hai là hy vọng chi hệ của Vĩnh Hoàng có thể bình an lưu truyền.

### Chi hệ
Vĩnh Hoàng qua đời khi mới 23 tuổi, chỉ có hai con trai, là đích trưởng tử Miên Đức do Đích Phúc tấn sinh và thứ tử Miên Ân do Trắc Phúc tấn sinh. Sau khi Vĩnh Hoàng qua đời, đại tông do đích trưởng tử Miên Đức kế thừa. Nhưng đến năm Càn Long thứ 41 (1776), Miên Đức bị hoạch tội cách tước, đại tông chuyển sang cho Miên Ân kế thừa. Tuy nhiên 1 năm sau 1777, Miên Đức lại một lần nữa được phong tước Nhập bát phân, trở thành tiểu tông. Vì vậy Định vương phủ chia làm hai chi hệ là đại tông của Miên Ân và tiểu tông của Miên Đức.
Chi hệ đại tông, Miên Ân có tất cả bốn người con trai, nhưng chỉ có nhị tử Dịch Thiệu sống đến tuổi trưởng thành. Dịch Thiệu có hai con trai, nhưng cũng chỉ có trưởng tử Tái Thuyên trưởng thành. Mà Tái Thuyên không có con trai, vì vậy một mạch Miên Ân liền vô tự, chỉ có thể quá kế tằng tôn của Miên Đức là Phổ Hú để thừa tự. Mà đại tông của một mạch tiểu tông Miên Đức (chi mạch được thừa tập tước vị của tiểu tông) cũng nhiều lần tuyệt tự, đại tông từ Tái Hệ - trưởng tử của Dịch Thuần (con trai duy nhất của Miên Đức), dần chuyển đến chi hệ của Tái Minh - con trai thứ ba của Dịch Thuần.
Đến cuối cùng, huyết mạch Định vương phủ kéo dài về sau đều là hậu duệ của Miên Đức, hơn nữa chỉ còn 2 đại chi kéo dài, hậu duệ của Phổ Hòa - con trai thứ sáu của Tái Minh - thừa tập tước vị của tiểu tông, và hậu duệ của Phổ Hú - con trai thứ năm của Tái Minh, quá kế một mạch Miên Ân - thừa tập tước vị của đại tông.
Vì vậy, nhân khẩu Định vương phủ tương đối ít, tự bối "Dục" chỉ có 12 nam hậu duệ, sống đến tuổi trưởng thành chỉ có 6 vị.

### Địa vị
Vĩnh Hoàng là con trai trưởng của Cao Tông, nhưng không phải đích xuất, hơn nữa Cao Tông nhiều lần dụ "Không thể kế thừa đại thống". Tuy nhiên, thân phận "con trưởng" cũng không giống bình thường, đến ngay cả tang nghi cũng là "Xỉ tự cư trường, lễ đương tòng ưu". Dù Vĩnh Hoàng bị trách cứ ra sao, nhưng một chi hệ của ông qua các đời vẫn đặc biệt được coi trọng. Như năm Càn Long thứ 59 (1794), tháng giêng, quan Lễ bộ tấu thỉnh xin sắp đặt chỗ ngồi của Định Thân vương Miên Ân, Cao Tông phê thứ: ["Xếp ngay sau Di Thân vương Vĩnh Lang"], tức ngay sau Thiết mạo tử vương. Đối với luận thứ tự của Hoàng thất, Định Thân vương khi ấy đã là đệ nhất trong hàng tước vị không phải Thiết mạo. Khi Định Thân vương bị tập ấm giáng làm Quận vương, thì các Định Quận vương cũng chỉ xếp sau hai tước vị Quận vương Thiết mạo (Khắc Cần Quận vương và Thuận Thừa Quận vương). Đời sau đó giáng xuống Bối lặc, Định vương phủ Bối lặc như cũ là đứng đầu các Bối lặc.
Mặt khác, Miên Ân tuy xét ra chỉ là con thứ xuất, nhưng Cao Tông vẫn đặc biệt tán thưởng. Cao Tông từng ra chỉ dụ nói: 「"Định Quận vương Miên Ân là con trai của Hoàng trưởng tử Vĩnh Hoàng. Hoàng trưởng tử là Trưởng tôn của Hoàng khảo, mà Miên Ân trong chư vị Hoàng tôn tuổi cao nhất, khi đảm nhiệm quản lý các doanh kỳ đều hết sức cẩn thận, rất là đắc lực, thêm ân tấn phong Thân vương. Miên Ân nên ích tư cần cù, lần thỉ kiền cung, để dựa vào ân quyến"」.
Sau khi Miên Ân qua đời, Tuyên Tông Thành Hoàng đế từng đích thân bình luận: 「"Định Thân vương Miên Ân, đoan cẩn cầm cung, hiền năng tích, từ nhỏ ngưỡng thừa Hoàng tổ Cao Tông Thuần Hoàng đế ân quyến, đối Hoàng khảo Nhân Tông Duệ Hoàng đế luôn kính cẩn đắc lực, quản lý các doanh kỳ đều chu toàn, thăng được Ngự tiền Đại thần, đều có thể tận tâm cương vị công tác, lực thỉ công cần"」.

### Tiểu tông
Năm Càn Long thứ 41 (1776), vì tội nhận hối lộ mà Miên Đức bị hoạch tội cách tước. Tuy nhiên vì thân phận trưởng tôn mà 1 năm sau, ông được phong làm Phụng ân Trấn quốc công, phái đi thủ hộ Thái lăng, trở thành tiểu tông của Định vương phủ. Đến năm thứ 49 (1784), tháng giêng, trưởng tử Dịch Thuần sinh được hạ một người con trai, Càn Long Đế cực kì vui mừng "Trẫm khánh bão nguyên tôn. Ngũ thế nhất đường. Thực vi cổ hi thịnh sự. Tự ứng đặc phái ân thi, dĩ diễn dịch tự vân nhưng chi khánh.", do đó ông được tấn phong Cố Sơn Bối tử (固山贝子). Tất cả cũng là nhờ thân phận trưởng tôn.
Sau khi Miên Đức qua đời, hậu duệ của ông vì bối phận lớn nhất trong các chi hậu duệ của Cao Tông mà được hưởng đãi ngộ tương tự đại tông. Đời thứ hai là Dịch Thuần từng được Cao Tông xưng là "Trưởng tằng tôn", "Tằng trưởng tôn". Khi Dịch Thuần qua đời vào năm Gia Khánh thứ 21 (1816), Đạo Quang Đế nói rằng "Bối tử Dịch Thuần từ nhỏ đã đọc sách ở Thượng thư phòng, cực kì thành thật". Con trai ông là Tái Tích càng là "Hoàng nguyên tôn" của Cao Tông, được Cao Tông tự mình đặt tên, lại ban thưởng mũ miện hồng nhung kết.
Năm Càn Long thứ 56 (1791), Càn Long Đế xem các Hoàng tôn bắn tên, Tái Tích lúc này mới tám tuổi đã bắn trúng cả ba mũi tên, Cao Tông cực kì vui vẻ, liền ban thưởng Hoàng mã quái, Song nhãn Hoa linh. Vì vậy, lúc Tái Tích kế thừa tước vị, Nhân Tông nói "Ngưỡng thể Hoàng khảo Cao Tông Thuần Hoàng đế từ ái chi ý. Tái Tích, gia ân tập tước Bối tử một lần nữa". Đây đều là ưu đãi đối với trưởng tôn.

### Kì tịch
Định vương phủ sau khi phân phủ, xếp vào Tả dực Cận chi Chính Lam kỳ đệ nhất tộc, cùng kỳ tịch với Giản Tĩnh Bối lặc Dận Y, Cung Cần Bối lặc Dận Hỗ của Thánh Tổ Nhân Hoàng đế.

### Danh sĩ
Trong các hậu duệ Định vương phủ, nổi danh nhất là Dục Lãng - người thừa kế đại tông thời Thanh mạt. Dục Lãng (毓朗, tiếng Mãn: ᠶᡡ
 ᠯᠠᠩ, Möllendorff: Yū Lang, Abkai: Yv Lang), tự Nguyệt Hoa (月华), hiệu Dư Si (余痴), làm người cẩn thận, ham thích đọc sách.
Năm Quang Tự thứ 12 (1886), Dục Lãng được phong làm Tam đẳng Trấn quốc Tướng quân. Từng nhậm qua Hồng Lư tự Thiếu khanh, Quang Lộc tự Khanh, Nội các Học sĩ kiêm hàm Lễ bộ Thị lang, Tuần Cảnh bộ Tả Thị lang.
Năm thứ 33 (1907), tập Đa La Bối lặc, nhậm Đại thần huấn luyện Cấm vệ quân. Là một trong số ít Tông thất trọng thần tay nắm thực quyền thời Vãn Thanh, cũng là một trong "Nhị vương Tam Bối lặc"  trứ danh. Đồng thời, gia đình Dục Lãng có quan hệ thông gia với rất nhiều trọng thần thời Vãn Thanh, tạo nên một mạng lưới quan hệ đặc thù.

### Phủ đệ
Định vương phủ có hai tòa phủ đệ, phân biệt thuộc về Đại tông và Tiểu tông, đều được phân vào năm Càn Long thứ 43 (1778). Tháng 3 năm Càn Long thứ 43, Càn Long Đế ra chỉ dụ "Trước dụ xây dựng Vương phủ, Công phủ chuẩn bị phân chia cho các Hoàng tử, hiện tại các công trình đều sắp sửa hoàn thành. Hoàng bát tử Vĩnh Tuyền, gia ân phong làm Quận vương, ban thưởng Vương phủ ở phía Tây Trường Nhai. Vương phủ ở bên ngoài Tây Hoa môn, ban cho Hoàng tôn Định Quận vương Miên Ân cư trụ. Công phủ ở phía Tây Đan Bài lâu, ban cho Hoàng tôn Trấn quốc công Miên Đức cư trụ. Những công việc liên quan đến phân phủ và phong tước, các nha môn tương ứng chiếu lệ tiến hành bẩm báo" 
Phủ đệ của đại tông nằm ở bên ngoài Tây Hoa môn, phía đông giáp với Lễ vương phủ, phía nam là phố Dương Bì. Theo phỏng đoán hiện tại, phủ đệ này có khả năng nguyên là một phần của Lễ vương phủ, cũng có khả năng nguyên là Tốn vương phủ, sau cải thành Định vương phủ. Phân phủ vào năm Càn Long thứ 43, 1 năm sau Càn Long Đế đích thân đến phủ. Phủ này có thể chia làm ba phần: Phần chính giữa là kiến trúc chủ thể, gồm ba gian cổng chính, năm gian chính điện, ba gian hậu điện, năm gian tẩm thất, năm gia dãy nhà sau; Phần phía Tây là khu sinh hoạt; Phần phía Đông là khu sinh hoạt và hoa viên. Năm 1928, Hằng Bột đem bán vương phủ cho Generale Belgian Bank. Ngân hàng này phá bỏ phần chính giữa và phía Tây, chỉ giữ lại phần phía Đông cho Học xã Cửu Tam sử dụng.
Phủ đệ của tiểu tông nằm ở ngõ nhỏ Hồ Đồng, đường phía bắc của cổng Tây, nay là số 33 Xiaoshihu Hutong, chính là "Tây Đan Bài lâu Công phủ". Phân phủ vào năm Càn Long thứ 43, 6 năm sau Càn Long đích thân đến phủ. Năm Dân quốc thứ 2 (1913), nơi này bị cải tạo thành trường học, sau khi thành lập Tân Trung Quốc, từng trở thành một phần của Học viện Dân tộc Trung ương, sau bị Dân tộc Đại thế giới chiếm dụng. Hiện nay đã trở thành đơn vị giữ gìn bảo hộ văn vật của khu Tây Thành.

### Viên tẩm
Viên tẩm của thủy tổ Vĩnh Hoàng nằm ở Dương Tân trang của Mật Vân, tục xưng "Thái tử lăng", phía bắc là núi Nãi Đầu, phía tây là Vi Tử Dụ (苇子峪), phía đông là Ma Tử Dụ (麻子峪), phía nam là Diêu Tử Dụ (鹞子峪). Trong viên tẩm an táng ba vị Hoàng tử của Cao Tông, tức Đại a ca Định An Thân vương Vĩnh Hoàng, Tam a ca Tuần Quận vương Vĩnh Chương và Ngũ A ca Vinh Thuần Thân vương Vĩnh Kỳ. Những năm 20 của thế kỉ XIX, kinh tế đại tông Tuần vương phủ khó khăn, chủ động liên lạc với hai vương phủ còn lại, đem bán những cây quý trong viên tẩm. Sau khi thành lập Tân Trung quốc, phần lớn kiến trúc của viên tẩm đều bị san bằng. Năm 1958, quyết định xây dựng đập chứa nước Mật Vân, liên quan đến khu vực viên tẩm, vì vậy toàn bộ linh cữu trong viên tẩm đều dời đi. Hiện nay viên tẩm đã bị đập nước bao phủ hơn phân nửa.
Viên tẩm của Miên Ân nằm ở Hương Dương sơn của Mật Vân. Dương Sơn viên tẩm giáp phía bắc là Bắc Sơn (北山), phía tây là Đại Câu (大沟), phía đông là Tháp Sơn (塔山), phía nam là sông Triều(潮河). Thời Thanh mạt, Phổ Hú được an táng ở phía đông nam của Dương Sơn viên tẩm. Năm 1933 bị bọn đào trộm mộ phát hiện. Những năm đầu Tân Trung quốc, đại tông của Định vương phủ đem bán cây trong viên tẩm đi, cũng vì vậy mà bị tạm giam, sau khi mất thì được an táng ở đây cùng vợ. Từ năm 1967, kiến trúc, cây cối và đất đai của viên tẩm bắt đầu bị thanh lý, đến những năm 70 thì kiến trúc nơi này không còn lại gì nhiều.
Viên tẩm của Dịch Thiệu nằm ở Bảo sơn của Mật Vân, tục xưng "Đại bắc cung". Trong viên tẩm an táng đại tông đời thứ tư Dịch Thiệu và đại tông đời thứ bảy Dục Lãng. Năm 1927 viên tẩm bị trộm. Sau khi thành lập Tân Trung Quốc, kiến trúc phía trên mặt đất đều bị san bằng.
Viên tẩm của Tái Thuyên nằm ở Hồ Lô Hà thôn của Xương Bình. Năm 1931 thì bị trộm, năm 1966 bị san bằng.

## Định Thân vương
Thứ tự thừa kế Định vương phủ. Số năm lần lượt là năm sinh, năm thừa tước, năm mất; in đậm là khoảng thời gian thụ tước:
1. Truy phong Định An Thân vương Vĩnh Hoàng (永璜)
1728 — 1750
2. Dĩ cách Định Quận vương Miên Đức (綿德)
1747 - 1750 - 1776 - 1786
3. Định Cung Thân vương Miên Ân (綿恩)
1747 - 1776 - 1822
4. Định Đoan Thân vương Dịch Thiệu (奕紹)
1776 - 1822 - 1836
5. Truy phong Định Mẫn Thân vương Tái Thuyên (載銓)
1794 - 1836 - 1854
6. Định Thận Quận vương Phổ Hú (溥煦)
1828 - 1854 - 1907
7. Mẫn Đạt Bối lặc Dục Lãng (毓朗)
1864 - 1907 - 1922
8. Bối tử Hằng Bột (恆馞)
1906 - 1922 - 1956

### Miên Đức chi hệ
- 1777 - 1786: Bối tử Miên Đức - con trai trưởng của Vĩnh Hoàng.
- 1786 - 1816: Bối tử Dịch Thuần (奕純) - con trai trưởng của Miên Đức.
- 1816 - 1822: Bối tử Tái Tích (載錫) - con trai trưởng của Dịch Thuần.
- 1822 - 1838: Dĩ cách Bất nhập Bát phân Phụ quốc công Phổ Hi (溥喜) - con trai thứ hai của Tái Tích. Hàng tước Phụng ân Trấn quốc công (奉恩鎮國公), năm 1832 hàng tước Bất nhập Bát phân Phụ quốc công (不入八分輔國公), năm 1838 vì hút nha phiến nên bị đoạt tước.
- 1838 - 1866: Phụng ân Phụ quốc công Phổ Cát (溥吉) - con trai thứ ba của Tái Tích. Hàng tước Phụng ân Phụ quốc công (奉恩輔國公). Vô tự.
- 1866 - 1868: Bất nhập Bát phân Phụ quốc công Phổ Hàm (溥咸) - con trai thứ hai của Tái Minh. Hàng tước Bất nhập Bát phân Phụ quốc công (不入八分輔國公).
- 1868 - 1890: Bất nhập Bát phân Phụ quốc công Dục Hậu (毓厚) - con trai trưởng của Phổ Hàm. Vô tự.
- 1891 - 1926: Bất nhập Bát phân Phụ quốc công Dục Tường (毓祥) - con trai thứ ba của Phổ Hòa (溥和).

#### Dịch Thuần chi hệ
- 1779 - 1786: Phụng ân Trấn quốc công Dịch Thuần (奕純) - con trai trưởng của Miên Đức. Sơ phong Tam đẳng Phụ quốc Tướng quân (三等輔國將軍), năm 1779 thăng Phụng ân Trấn quốc công (奉恩鎮國公), năm 1786 tập tước Bối tử (貝子).

##### Tái Tích chi hệ
- 1799 - 1816: Phụng ân Trấn quốc công Tái Tích (載錫) - con trai trưởng của Dịch Thuần. Sơ phong Tam đẳng Trấn quốc Tướng quân (三等鎮國將軍), năm 1809 thăng Phụng ân Trấn quốc công (奉恩鎮國公), năm 1816 tập tước Bối tử (貝子).
- 1825 - 1838: Tam đẳng Trấn quốc Tướng quân Phổ Cát (溥吉) - con trai thứ ba của Tái Tích. Năm 1838 tập tước Phụng ân Phụ quốc công (奉恩輔國公).

##### Tái Minh chi hệ
- 1816 - 1840: Tam đẳng Phụ quốc Tướng quân Tái Minh (載銘) - con trai thứ ba của Dịch Thuần.
- 1843 - 1866: Tam đẳng Phụng quốc Tướng quân Phổ Hàm (溥咸) - con trai thứ hai của Tái Minh. Năm 1866 tập tước Bất nhập Bát phân Phụ quốc công (不入八分輔國公).

### Dịch Thiệu chi hệ
- 1799 - 1822: Bối lặc Dịch Thiệu (奕紹) - con trai thứ hai của Miên Ân. Sơ phong Bất nhập Bát phân Phụ quốc công (不入八分輔國公), năm 1802 thăng Phụng ân Phụ quốc công (奉恩輔國公), năm 1803 thăng Bối tử (貝子), năm 1819 tiến Bối lặc (貝勒), năm 1822 tập tước Định Thân vương (定親王).

### Tái Thuyên chi hệ
- 1816 - 1836: Bất nhập Bát phân Trấn quốc công Tái Thuyên (載銓) - con trai trưởng của Dịch Thiệu. Sơ phong Nhị đẳng Phụ quốc Tướng quân (二等輔國將軍), năm 1823 thăng Nhị đẳng Trấn quốc Tướng quân (二等鎮國將軍), năm 1831 thăng Bất nhập Bát phân Trấn quốc công (不入八分鎮國公), năm 1835 thăng Phụng ân Trấn quốc công (奉恩鎮國公), năm 1836 tập tước Định Thân vương (定親王).

### Phổ Hú chi hệ
- 1854: Phụ quốc Tướng quân Phổ Hú - con thừa tự của Tái Thuyên. Năm 1854 tập tước Định Thân vương (定親王).

#### Dục Trưởng chi hệ
- 1872 - 1903: Trấn quốc Tướng quân Dục Trưởng (毓長) - con trai trưởng của Phổ Hú.
- 1903 - ?: Phụ quốc Tướng quân Hằng Kỳ (恆圻) - con trai thứ năm của Dục Trưởng.

#### Dục Lãng chi hệ
- 1873 - 1907: Tam đẳng Trấn quốc Tướng quân Dục Lãng (毓朗) - con trai thứ hai của Phổ Hú. Năm 1907 tập tước Bối lặc (貝勒).

#### Dục Doanh chi hệ
- 1903 - ?: Tam đẳng Trấn quốc Tướng quân Dục Doanh (毓盈) - con trai thứ tư của Phổ Hú.
- ?: Phụ quốc Tướng quân Hằng Lan (恆蘭) - con trai trưởng của Dục Doanh.

## Phả hệ Định Thân vương
|                                                                          |                                                                          |                                                                          |                                                                          |                                                                          |                                                                          |  |  | Quá kế                                                |                              |                              |                              |                              |                              |  |  |                                                                     |                                                                     |                                                                     |                                                                     |                                                                     |                                                                     |  |  |  |  |  |  |  |  |  |  |  |  |  |  |
|                                                                          |                                                                          |                                                                          |                                                                          |                                                                          |                                                                          |  |  | Truy phong Định An Thân vương Vĩnh Hoàng 1728 - 1750  |                              |                              |                              |                              |                              |  |  |                                                                     |                                                                     |                                                                     |                                                                     |                                                                     |                                                                     |  |  |  |  |  |  |  |  |  |  |  |  |  |  |
|                                                                          |                                                                          |                                                                          |                                                                          |                                                                          |                                                                          |  |  |                                                       |                              |                              |                              |                              |                              |  |  |                                                                     |                                                                     |                                                                     |                                                                     |                                                                     |                                                                     |  |  |  |  |  |  |  |  |  |  |  |  |  |  |
|                                                                          |                                                                          |                                                                          |                                                                          |                                                                          |                                                                          |  |  |                                                       |                              |                              |                              |                              |                              |  |  |                                                                     |                                                                     |                                                                     |                                                                     |                                                                     |                                                                     |  |  |  |  |  |  |  |  |  |  |  |  |  |  |
| Dĩ cách Định Quận vương Bối tử Miên Đức 1746 - 1750 - 1776 - 1777 - 1786 | Dĩ cách Định Quận vương Bối tử Miên Đức 1746 - 1750 - 1776 - 1777 - 1786 | Dĩ cách Định Quận vương Bối tử Miên Đức 1746 - 1750 - 1776 - 1777 - 1786 | Dĩ cách Định Quận vương Bối tử Miên Đức 1746 - 1750 - 1776 - 1777 - 1786 | Dĩ cách Định Quận vương Bối tử Miên Đức 1746 - 1750 - 1776 - 1777 - 1786 | Dĩ cách Định Quận vương Bối tử Miên Đức 1746 - 1750 - 1776 - 1777 - 1786 |  |  |                                                       |                              |                              |                              |                              |                              |  |  | Định Cung Thân vương Miên Ân 1747 - 1776 - 1822                     | Định Cung Thân vương Miên Ân 1747 - 1776 - 1822                     | Định Cung Thân vương Miên Ân 1747 - 1776 - 1822                     | Định Cung Thân vương Miên Ân 1747 - 1776 - 1822                     | Định Cung Thân vương Miên Ân 1747 - 1776 - 1822                     | Định Cung Thân vương Miên Ân 1747 - 1776 - 1822                     |  |  |  |  |  |  |  |  |  |  |  |  |  |  |
| Dĩ cách Định Quận vương Bối tử Miên Đức 1746 - 1750 - 1776 - 1777 - 1786 | Dĩ cách Định Quận vương Bối tử Miên Đức 1746 - 1750 - 1776 - 1777 - 1786 | Dĩ cách Định Quận vương Bối tử Miên Đức 1746 - 1750 - 1776 - 1777 - 1786 | Dĩ cách Định Quận vương Bối tử Miên Đức 1746 - 1750 - 1776 - 1777 - 1786 | Dĩ cách Định Quận vương Bối tử Miên Đức 1746 - 1750 - 1776 - 1777 - 1786 | Dĩ cách Định Quận vương Bối tử Miên Đức 1746 - 1750 - 1776 - 1777 - 1786 |  |  |                                                       |                              |                              |                              |                              |                              |  |  | Định Cung Thân vương Miên Ân 1747 - 1776 - 1822                     | Định Cung Thân vương Miên Ân 1747 - 1776 - 1822                     | Định Cung Thân vương Miên Ân 1747 - 1776 - 1822                     | Định Cung Thân vương Miên Ân 1747 - 1776 - 1822                     | Định Cung Thân vương Miên Ân 1747 - 1776 - 1822                     | Định Cung Thân vương Miên Ân 1747 - 1776 - 1822                     |  |  |  |  |  |  |  |  |  |  |  |  |  |  |
| Bối tử Dịch Thuần (奕純) 1767 - 1816                                     | Bối tử Dịch Thuần (奕純) 1767 - 1816                                     | Bối tử Dịch Thuần (奕純) 1767 - 1816                                     | Bối tử Dịch Thuần (奕純) 1767 - 1816                                     | Bối tử Dịch Thuần (奕純) 1767 - 1816                                     | Bối tử Dịch Thuần (奕純) 1767 - 1816                                     |  |  |                                                       |                              |                              |                              |                              |                              |  |  | Định Đoan Thân vương Dịch Thiệu (奕紹) 1776 - 1822 - 1836           | Định Đoan Thân vương Dịch Thiệu (奕紹) 1776 - 1822 - 1836           | Định Đoan Thân vương Dịch Thiệu (奕紹) 1776 - 1822 - 1836           | Định Đoan Thân vương Dịch Thiệu (奕紹) 1776 - 1822 - 1836           | Định Đoan Thân vương Dịch Thiệu (奕紹) 1776 - 1822 - 1836           | Định Đoan Thân vương Dịch Thiệu (奕紹) 1776 - 1822 - 1836           |  |  |  |  |  |  |  |  |  |  |  |  |  |  |
| Bối tử Dịch Thuần (奕純) 1767 - 1816                                     | Bối tử Dịch Thuần (奕純) 1767 - 1816                                     | Bối tử Dịch Thuần (奕純) 1767 - 1816                                     | Bối tử Dịch Thuần (奕純) 1767 - 1816                                     | Bối tử Dịch Thuần (奕純) 1767 - 1816                                     | Bối tử Dịch Thuần (奕純) 1767 - 1816                                     |  |  |                                                       |                              |                              |                              |                              |                              |  |  | Định Đoan Thân vương Dịch Thiệu (奕紹) 1776 - 1822 - 1836           | Định Đoan Thân vương Dịch Thiệu (奕紹) 1776 - 1822 - 1836           | Định Đoan Thân vương Dịch Thiệu (奕紹) 1776 - 1822 - 1836           | Định Đoan Thân vương Dịch Thiệu (奕紹) 1776 - 1822 - 1836           | Định Đoan Thân vương Dịch Thiệu (奕紹) 1776 - 1822 - 1836           | Định Đoan Thân vương Dịch Thiệu (奕紹) 1776 - 1822 - 1836           |  |  |  |  |  |  |  |  |  |  |  |  |  |  |
| Phụ quốc Tướng quân Tái Minh (載銘) 1795 - 1840                          | Phụ quốc Tướng quân Tái Minh (載銘) 1795 - 1840                          | Phụ quốc Tướng quân Tái Minh (載銘) 1795 - 1840                          | Phụ quốc Tướng quân Tái Minh (載銘) 1795 - 1840                          | Phụ quốc Tướng quân Tái Minh (載銘) 1795 - 1840                          | Phụ quốc Tướng quân Tái Minh (載銘) 1795 - 1840                          |  |  |                                                       |                              |                              |                              |                              |                              |  |  | Truy phong Định Mẫn Thân vương Tái Thuyên (載銓) 1794 - 1836 - 1854 | Truy phong Định Mẫn Thân vương Tái Thuyên (載銓) 1794 - 1836 - 1854 | Truy phong Định Mẫn Thân vương Tái Thuyên (載銓) 1794 - 1836 - 1854 | Truy phong Định Mẫn Thân vương Tái Thuyên (載銓) 1794 - 1836 - 1854 | Truy phong Định Mẫn Thân vương Tái Thuyên (載銓) 1794 - 1836 - 1854 | Truy phong Định Mẫn Thân vương Tái Thuyên (載銓) 1794 - 1836 - 1854 |  |  |  |  |  |  |  |  |  |  |  |  |  |  |
| Phụ quốc Tướng quân Tái Minh (載銘) 1795 - 1840                          | Phụ quốc Tướng quân Tái Minh (載銘) 1795 - 1840                          | Phụ quốc Tướng quân Tái Minh (載銘) 1795 - 1840                          | Phụ quốc Tướng quân Tái Minh (載銘) 1795 - 1840                          | Phụ quốc Tướng quân Tái Minh (載銘) 1795 - 1840                          | Phụ quốc Tướng quân Tái Minh (載銘) 1795 - 1840                          |  |  |                                                       |                              |                              |                              |                              |                              |  |  | Truy phong Định Mẫn Thân vương Tái Thuyên (載銓) 1794 - 1836 - 1854 | Truy phong Định Mẫn Thân vương Tái Thuyên (載銓) 1794 - 1836 - 1854 | Truy phong Định Mẫn Thân vương Tái Thuyên (載銓) 1794 - 1836 - 1854 | Truy phong Định Mẫn Thân vương Tái Thuyên (載銓) 1794 - 1836 - 1854 | Truy phong Định Mẫn Thân vương Tái Thuyên (載銓) 1794 - 1836 - 1854 | Truy phong Định Mẫn Thân vương Tái Thuyên (載銓) 1794 - 1836 - 1854 |  |  |  |  |  |  |  |  |  |  |  |  |  |  |
|                                                                          |                                                                          |                                                                          |                                                                          |                                                                          |                                                                          |  |  |                                                       |                              |                              |                              |                              |                              |  |  |                                                                     |                                                                     |                                                                     |                                                                     |                                                                     |                                                                     |  |  |  |  |  |  |  |  |  |  |  |  |  |  |
|                                                                          |                                                                          |                                                                          |                                                                          |                                                                          |                                                                          |  |  | Định Thận Quận vương Phổ Hú (溥煦) 1828 - 1854 - 1907 |                              |                              |                              |                              |                              |  |  |                                                                     |                                                                     |                                                                     |                                                                     |                                                                     |                                                                     |  |  |  |  |  |  |  |  |  |  |  |  |  |  |
|                                                                          |                                                                          |                                                                          |                                                                          |                                                                          |                                                                          |  |  |                                                       |                              |                              |                              |                              |                              |  |  |                                                                     |                                                                     |                                                                     |                                                                     |                                                                     |                                                                     |  |  |  |  |  |  |  |  |  |  |  |  |  |  |
|                                                                          |                                                                          |                                                                          |                                                                          |                                                                          |                                                                          |  |  |                                                       |                              |                              |                              |                              |                              |  |  |                                                                     |                                                                     |                                                                     |                                                                     |                                                                     |                                                                     |  |  |  |  |  |  |  |  |  |  |  |  |  |  |
| Trấn quốc Tướng quân Dục Trưởng (毓長) 1851 - 1903                       | Trấn quốc Tướng quân Dục Trưởng (毓長) 1851 - 1903                       | Trấn quốc Tướng quân Dục Trưởng (毓長) 1851 - 1903                       | Trấn quốc Tướng quân Dục Trưởng (毓長) 1851 - 1903                       | Trấn quốc Tướng quân Dục Trưởng (毓長) 1851 - 1903                       | Trấn quốc Tướng quân Dục Trưởng (毓長) 1851 - 1903                       |  |  |                                                       |                              |                              |                              |                              |                              |  |  | Mẫn Đạt Bối lặc Dục Lãng (毓朗) 1864 - 1907 - 1922                  | Mẫn Đạt Bối lặc Dục Lãng (毓朗) 1864 - 1907 - 1922                  | Mẫn Đạt Bối lặc Dục Lãng (毓朗) 1864 - 1907 - 1922                  | Mẫn Đạt Bối lặc Dục Lãng (毓朗) 1864 - 1907 - 1922                  | Mẫn Đạt Bối lặc Dục Lãng (毓朗) 1864 - 1907 - 1922                  | Mẫn Đạt Bối lặc Dục Lãng (毓朗) 1864 - 1907 - 1922                  |  |  |  |  |  |  |  |  |  |  |  |  |  |  |
| Trấn quốc Tướng quân Dục Trưởng (毓長) 1851 - 1903                       | Trấn quốc Tướng quân Dục Trưởng (毓長) 1851 - 1903                       | Trấn quốc Tướng quân Dục Trưởng (毓長) 1851 - 1903                       | Trấn quốc Tướng quân Dục Trưởng (毓長) 1851 - 1903                       | Trấn quốc Tướng quân Dục Trưởng (毓長) 1851 - 1903                       | Trấn quốc Tướng quân Dục Trưởng (毓長) 1851 - 1903                       |  |  |                                                       |                              |                              |                              |                              |                              |  |  | Mẫn Đạt Bối lặc Dục Lãng (毓朗) 1864 - 1907 - 1922                  | Mẫn Đạt Bối lặc Dục Lãng (毓朗) 1864 - 1907 - 1922                  | Mẫn Đạt Bối lặc Dục Lãng (毓朗) 1864 - 1907 - 1922                  | Mẫn Đạt Bối lặc Dục Lãng (毓朗) 1864 - 1907 - 1922                  | Mẫn Đạt Bối lặc Dục Lãng (毓朗) 1864 - 1907 - 1922                  | Mẫn Đạt Bối lặc Dục Lãng (毓朗) 1864 - 1907 - 1922                  |  |  |  |  |  |  |  |  |  |  |  |  |  |  |
| Hằng Kỳ (恒圻) 1887 - 1956                                               | Hằng Kỳ (恒圻) 1887 - 1956                                               | Hằng Kỳ (恒圻) 1887 - 1956                                               | Hằng Kỳ (恒圻) 1887 - 1956                                               | Hằng Kỳ (恒圻) 1887 - 1956                                               | Hằng Kỳ (恒圻) 1887 - 1956                                               |  |  |                                                       |                              |                              |                              |                              |                              |  |  | Bối tử Hằng Bột (恆馞) 1906 - 1922 - 1956                           | Bối tử Hằng Bột (恆馞) 1906 - 1922 - 1956                           | Bối tử Hằng Bột (恆馞) 1906 - 1922 - 1956                           | Bối tử Hằng Bột (恆馞) 1906 - 1922 - 1956                           | Bối tử Hằng Bột (恆馞) 1906 - 1922 - 1956                           | Bối tử Hằng Bột (恆馞) 1906 - 1922 - 1956                           |  |  |  |  |  |  |  |  |  |  |  |  |  |  |
| Hằng Kỳ (恒圻) 1887 - 1956                                               | Hằng Kỳ (恒圻) 1887 - 1956                                               | Hằng Kỳ (恒圻) 1887 - 1956                                               | Hằng Kỳ (恒圻) 1887 - 1956                                               | Hằng Kỳ (恒圻) 1887 - 1956                                               | Hằng Kỳ (恒圻) 1887 - 1956                                               |  |  |                                                       |                              |                              |                              |                              |                              |  |  | Bối tử Hằng Bột (恆馞) 1906 - 1922 - 1956                           | Bối tử Hằng Bột (恆馞) 1906 - 1922 - 1956                           | Bối tử Hằng Bột (恆馞) 1906 - 1922 - 1956                           | Bối tử Hằng Bột (恆馞) 1906 - 1922 - 1956                           | Bối tử Hằng Bột (恆馞) 1906 - 1922 - 1956                           | Bối tử Hằng Bột (恆馞) 1906 - 1922 - 1956                           |  |  |  |  |  |  |  |  |  |  |  |  |  |  |
|                                                                          |                                                                          |                                                                          |                                                                          |                                                                          |                                                                          |  |  |                                                       |                              |                              |                              |                              |                              |  |  |                                                                     |                                                                     |                                                                     |                                                                     |                                                                     |                                                                     |  |  |  |  |  |  |  |  |  |  |  |  |  |  |
| Khải Tộc (啟族) 1912 - 2002                                              | Khải Tộc (啟族) 1912 - 2002                                              | Khải Tộc (啟族) 1912 - 2002                                              | Khải Tộc (啟族) 1912 - 2002                                              | Khải Tộc (啟族) 1912 - 2002                                              | Khải Tộc (啟族) 1912 - 2002                                              |  |  | Khải Khải (啟凱) 1925 - 2007                          | Khải Khải (啟凱) 1925 - 2007 | Khải Khải (啟凱) 1925 - 2007 | Khải Khải (啟凱) 1925 - 2007 | Khải Khải (啟凱) 1925 - 2007 | Khải Khải (啟凱) 1925 - 2007 |  |  | Khải Tinh (啟星) 1927 - 1971                                        | Khải Tinh (啟星) 1927 - 1971                                        | Khải Tinh (啟星) 1927 - 1971                                        | Khải Tinh (啟星) 1927 - 1971                                        | Khải Tinh (啟星) 1927 - 1971                                        | Khải Tinh (啟星) 1927 - 1971                                        |  |  |  |  |  |  |  |  |  |  |  |  |  |  |